# Zlatolasi trojčki
Zlatolasi trojčki je slovenska ljudska pravljica, objavljena pa je v zbirki Tolminske pravljice, ki je izšla leta 1989 v založbi Mladinska knjiga. Vse pravljice v knjigi je izbral in uredil Janez Dolenc. V naslovu izvemo, da v pravljici nastopajo zlatolasi trojčki, kot glavne književne osebe.

## Vsebina
Živel je grof, ki se je šel ženit v mesto. Tam se mu tri mlade deklice ponudijo za ženo in tako grof izbere najmlajšo, ker mu je obljubila tri otroke z zlatimi lasmi. Kmalu po poroki je grof odšel v vojsko. Med tem mu je mlada grofica rodila trojčke, dva dečka in deklico, ki so vsi imeli zlate lase. Grofova mati pa ni marala mlade grofice zato je sinu pisala v vojsko, da mu je žena rodila tri pse. Grof ji odpiše da naj jih vseeno redijo dokler on ne pride nazaj domov. Mati pa je to pismo spremenila in napisala naj vse štiri pomorijo. Tako so mlado grofico živo zazidali pod lijak, trojčke pa je dala v škatlo ter na reko. Škatla je priplula do mlinarja, ki jih je vzel za svoje. Z njimi je tudi služil, saj je prodajal njihove zlate lase. Ko so trojčki zrasli in ker jih pravi mlinarjevi otroci niso marali so odšli, vzeli nekaj denarja, ki jim ga je ponudil mlinar ter se preselili v stanovanje nasproti očetovega gradu. Deklica je zrasla v prelepo dekle, ki si je vsak dan pri oknu razčesavala svoje lase. To je opazil stari grof in takoj povedal svoji ženi. Stare grofica pa je bila jezna na to lepo dekle ter mu naročila naj pojde do nje ter ji reče, da bi bila še lepša, če bi imela zlato jabolko. Ker je bila zlatolaska zaradi tega zelo žalostna sta se brata odločila da najdeta to jabolko. Tako sta odšla v gozd in pri strašni kači z zvijačo dobila jabolko. Tako je zlatolaska naprej razčesavala svoje lase ob oknu z zlatim jabolkom ob sebi. To zopet grof pove svoji ženi, ki se ne da, in mu ukaže naj ji reče da bi bila še lepša če bi imela ptiča, ki sam govori. Brata sta zopet želela potolažiti sestrico in tako sta šla še drugič po svetu. Z zvijačo sta ulovila tudi ptiča in ga vsa vesela prinesla svoji sestrici. Grof zopet vse skupaj razloži grofici, ki mu pravi, da bi bila najkrasnejša, če bi imela vodo, ki sama pleše. Bratoma je tokrat pomagal ptič, ki jima pove naj jo gresta iskat na goro, kjer sta njega našla. Sestra je bila zelo vesela da je sedaj imela vse kar je stara grofica zahtevala. Naslednji dan je grof prišel povabit zlatolase trojčke na kosilo. Zlatolaska je vzela s seboj tudi jabolko, ptiča ter vodo, ki sama pleše. Ob kosilu je ptič začel pripovedovati zgodbo o trojčkih, ter o hudobiji stare grofice. Oče trojčkov ter sin te stare grofice je bil presrečen svojih otrok. Nato so dvignili lijak pod katerim je bila živa zazidana njihova mati. Vprašali so jo kakšno kazen želi za svojo taščo. Rekla jim je naj ji sodijo sami, saj ji ona odpušča, nato pa je umrla. Zato ji je sodil ptič ter jim naročil naj jo dajo v sod poln dolgih žebljev ter naj jo zakotalijo po gori, kjer so našli njega. Storili so kakor jim je rekel ptič, ter še dolgo živeli skupaj srečno in veselo.

## Analiza
- Pripovedovalec: tretjeosebni oziroma vsevedni
- Glavni književni liki: zlatolasi trojčki (dva dečka in deklica)
- Stranski književni liki: mladi grof (njihov oče), mlada grofica (njihova mati), grofov oče ter mati, mlinar, mlinarjeva žena, mlinarjevi otroci
- Književni prostor: grad, mesto
- Književni čas: neznan
- Okrasni pridevki: krasne deklice, ljubezniva gofica, mila sestrica
- Pomanjševalnice: zlatolaščki

## Liki
Glavni liki

Zlatolasi trojčki, dva dečka in deklica, ki jih ob rojstvu stara mati da v škatlo ter jih položi na reko. To stori, ker še ni želela biti stara mati, saj se je še vedno imela za mlado. Imeli so veliko srečo da so pripluli do dobrega mlinarja, ki jih sprejme za svoje otroke in jih redi kot bi bili njegovi. Ko sta dečka zrasla v krepka in zala mladeniča, deklica pa je postala prekrasno dekle so odšli od mlinarja saj jih tam njegovi otroci niso preveč marali. Govorili so jim da niso njihovi, in tako so užaljeni zlatolaščki rajši odšli ter si poiskali svoj dom. Ravnali so zelo pogumno, saj če ne bi odšli se gotovo ne bi preselili tako blizu svojega doma. Bili pa so tudi pametni saj so rajši kot da bi se prepirali odšli na svoje.
Stranski liki

Grofova mati ima veliko vlogo v pravljici. Ker še ne želi postati stara mati se na zelo krut način znebi mlade grofice ter svojih vnukov. Ker na koncu dobro zmaga nad zlim, stara grofica dobi svoje plačilo. O njeni usodi ne odloča mlada grofica in ne njen sin temveč ptič, ki odloči kakšna bo njena kazen.

Grofov oče ima vlogo moža, ki vsakič posluša in uboga ukaze svoje gospodovalne žene-stare hudobne grofice. Na koncu ne izvemo nič o tem da bi jo mogoče zagovarjal ali da bi se branil taki hudi kazni za svojo ženo.

Mlinar je zelo prijazen mož, ki ponudi svoj dom trem otrokom, čeprav je imel že svoje. Za dobrega človeka se izkaže tudi takrat, ko se odločijo da bodo odšli in si našli nov dom, in jim ponudi ves denar, ki ga je prislužil s prodajo njihovih zlatih las.

## Interpretacija  pravljice po strukturalističnem pristopu
Leta 1928 je Vladimir J. Propp izdal svojo strukturalistično teorijo pravljice. V njej je opisal sestavo pravljice po likih in po funkcijah. Torej naj bi si v pravljici sledilo vseh 31 funkcij in naj bi bilo sedem glavnih oseb.
V pravljici Zlatolasi trojčki je zelo malo krajev dogajanja. Na začetku je omenjeno mesto, kamor se gre ženit grof, nato zasledimo [gostilno] kjer brata izvesta informacije o tem kam naj gresta po zlato jabolko in po ptiča. Gostilna predstavlja tudi neko simbolično pot, ki jo vsakič opravita zlatolasa brata. Zasledimo sedem glavnih oseb: nasprotnik-zlikovec, darovalec, pomočnik, vrednota, pošiljatelj, junak in lažni junak.
- Pomočnik: je ptič, ki bratoma pove kje bosta našla vodo, ki sama pleše.
- Podlež: je stara grofica, ki gleda samo nase in se boji postati stara mama zato da zazidati mlado grofico ter se znebi vseh treh vnukov.
- Junak: so trojčki saj na koncu spoznajo svoje prave starše.
- Darovalec: to sta brata, ki sta pripravljena za svojo sestro iti kamorkoli, le da bi bila potem srečna.
- Pošiljatelj: predstavja ga stari grof, ki na ukaz svoje žene vedno pošlje brata naj zlatolaski prineseta te tri dobrine da bo še lepša.
- Vrednota: v pravljici je ljubezen med glavnimi junaki.

## Motivno-tematske povezave
Motiv hudobne starke, ki se boji biti stara in je ljubosumna na mlajša, lepša dekleta zasledimo tudi v pravljici Sneguljčica in sedem palčkov. Tudi tam se starka znebi svoje lepše sorodnice.